# Sweltsa hoffmani
Sweltsa hoffmani är en bäcksländeart som beskrevs av Boris C. Kondratieff och Kirchner 2009. Sweltsa hoffmani ingår i släktet Sweltsa och familjen blekbäcksländor. Inga underarter finns listade i Catalogue of Life.